# Badda, Syria
Badda (tiếng Ả Rập: بدا) là một ngôi làng của Syria ở quận Al-Tall thuộc tỉnh Rif Dimashq. Theo Cục Thống kê Trung ương Syria (CBS), Badda có dân số 6.564 trong cuộc điều tra dân số năm 2004. Cư dân của nó chủ yếu là người Hồi giáo Sunni.